# Kudzsir

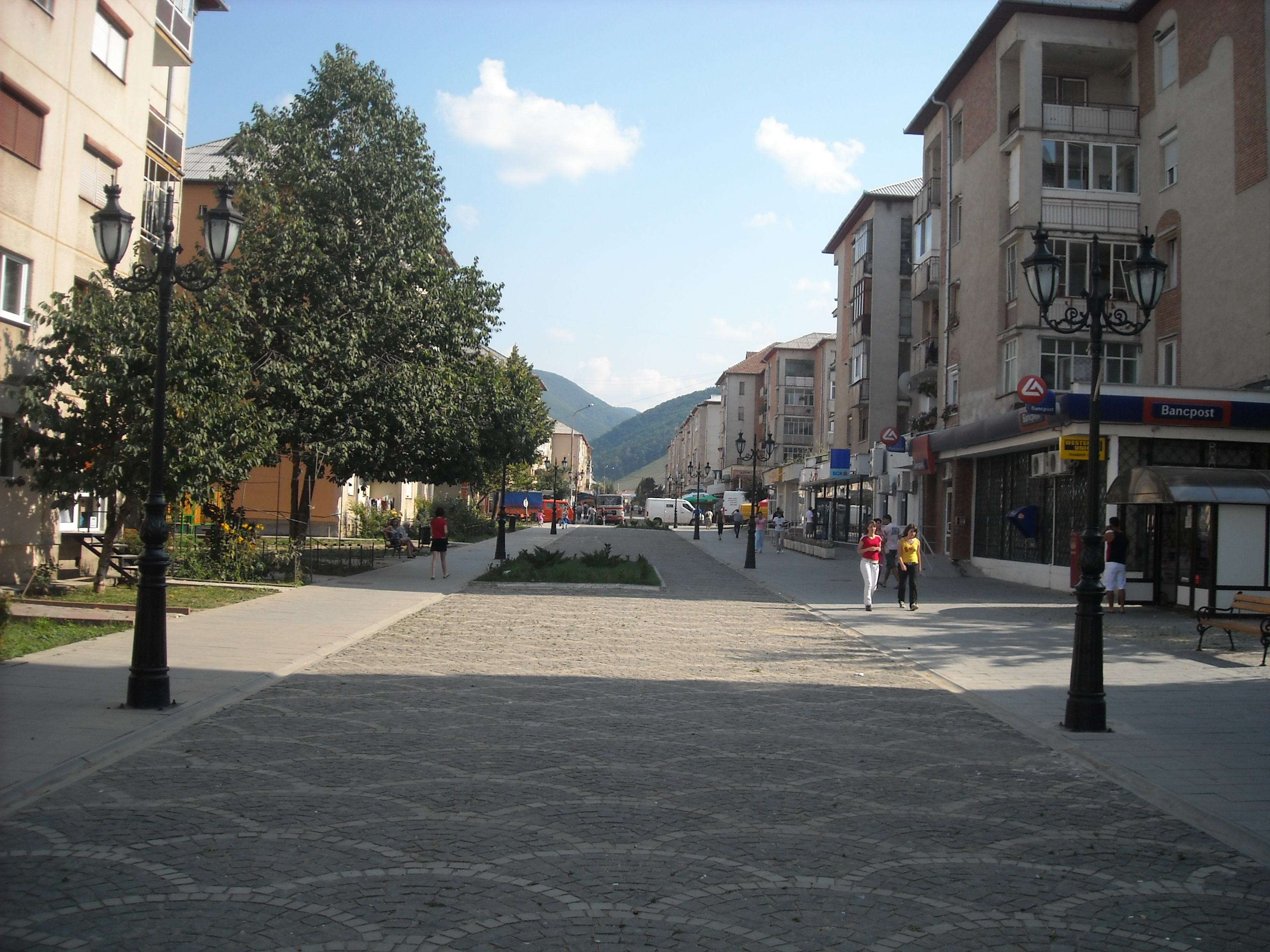
A modern városközpont

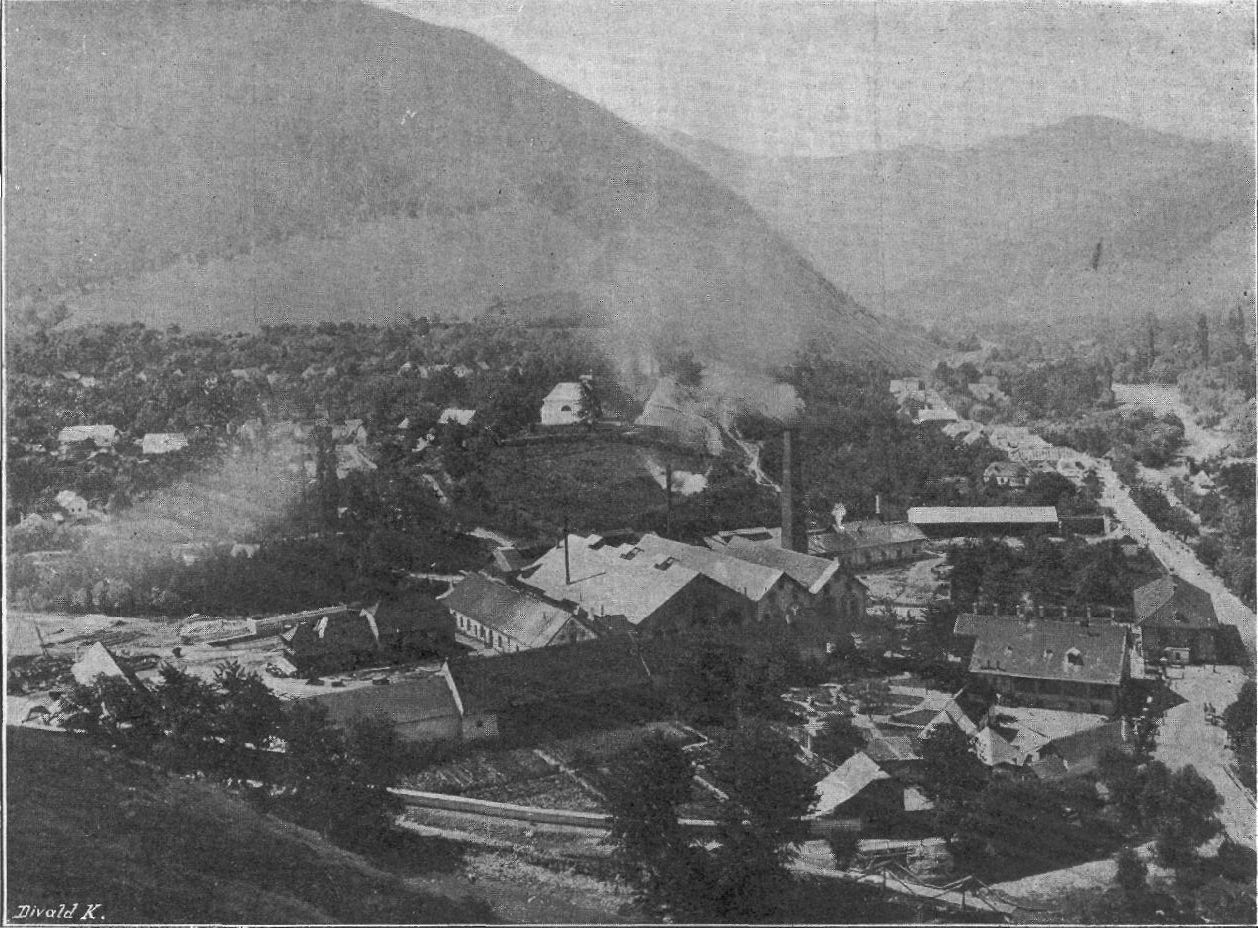
A vasgyár 1896-ban

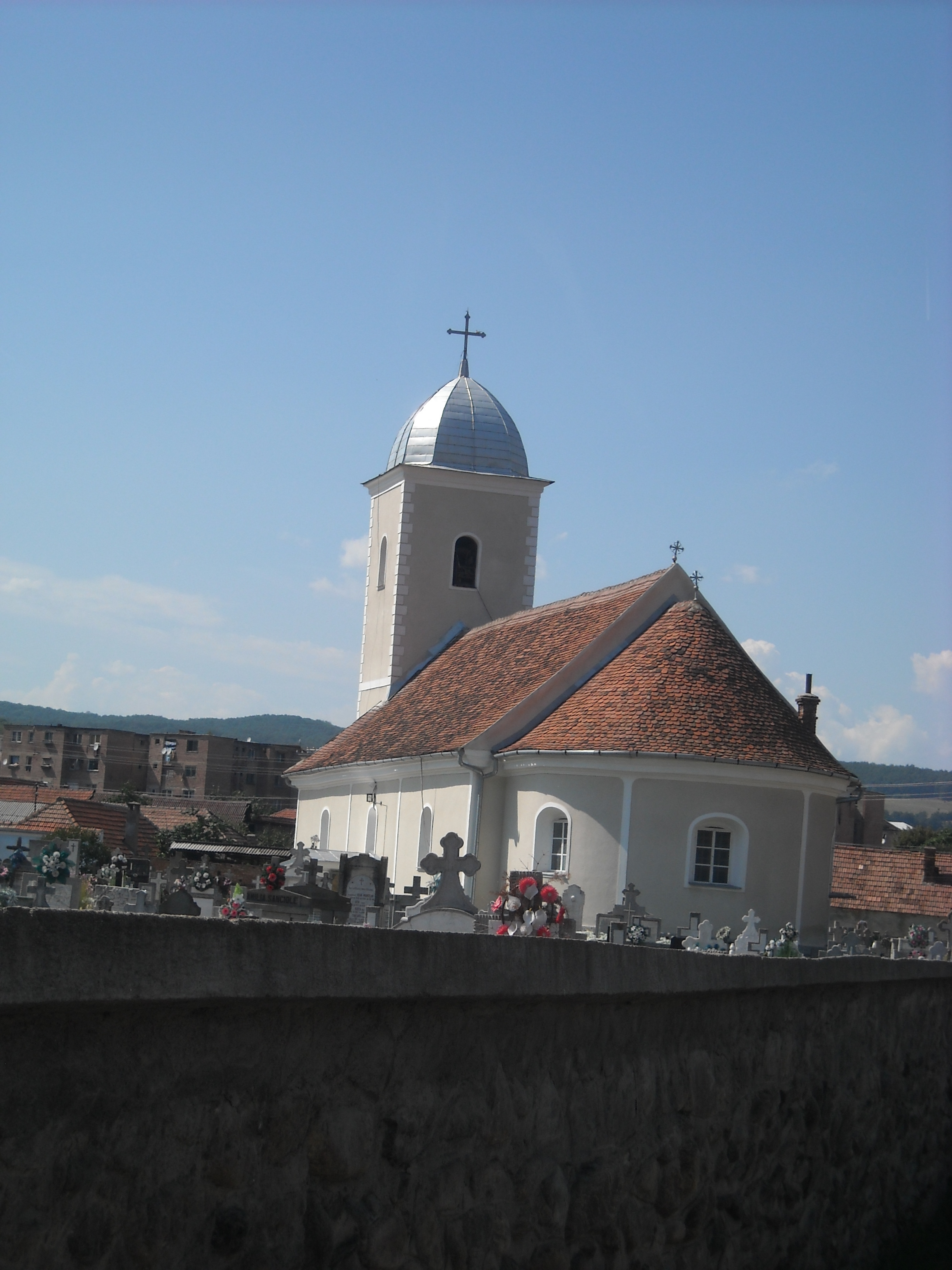
A régi ortodox templom

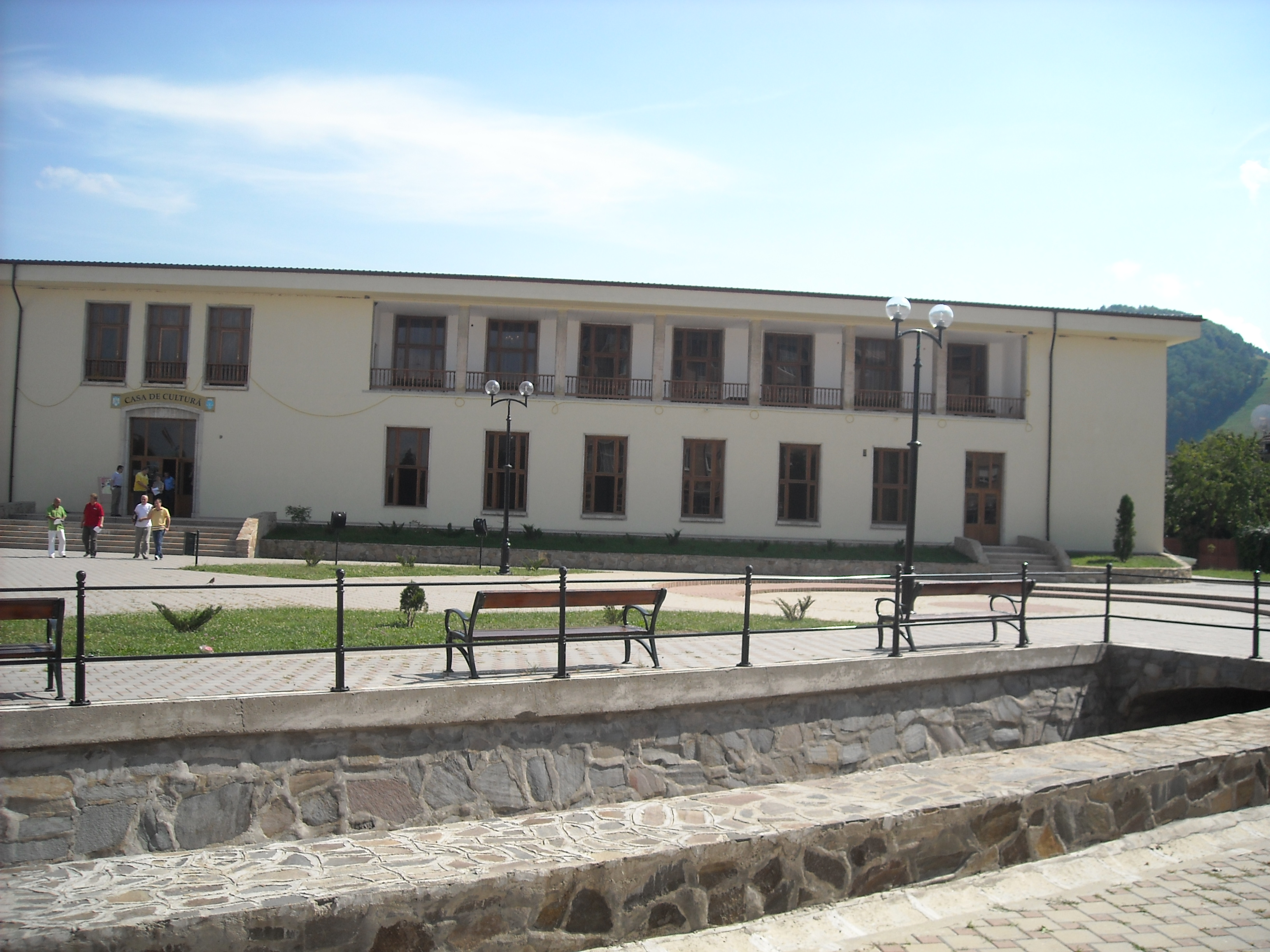
A művelődési ház a szocialista város főterén

Kudzsir (románul Cugir, németül Kudschir) város Romániában, Erdélyben, Fehér megyében, a Kenyérmezőn.

## Fekvése
A város a Kudzsiri-havasok lábánál, Szászvárostól légvonalban 12 km-re keletre, Szászsebestől 20 km-re délnyugatra, az azonos nevű patak partján fekszik. Átlagos tengerszint feletti magassága 300 m. Összterülete 354,1 km².

## Nevének eredete
Nevét patakjáról, a Kenyérmezőnek is nevet adó Kenyér (ómagyar ejtés szerint Kügyér)-patakról kapta. E név románosult formában került vissza később a magyar nyelvbe. 1493-ban mindenesetre már Kudzyr, Zsámboky János 1566 és 1575 között készült térképén pedig Kozir alakban szerepelt.

## Története

### A kezdetek
A Cetățuia-hegy-en a Wietenberg-kultúra idejéből spirális és meanderes díszítésű edénytöredékek kerültek elő, amelyek a mükénéi világgal való kapcsolatra utalnak. A Kr. e. 2. évezred végétől a római hódításig dák erőd volt a hegyen.
A hegyoldalon teraszokat alakítottak ki, a két-három méter széles falak földből és kőből épültek, a bejáratnál kaputoronnyal. 1868-ban kétszáz dák pénzérme, később makedón pénzek kerültek elő. Nekropolisza négy halomsírból állt, hamvasztásos temetkezéssel. Feltárták egy előkelő sírját, aki mellé eltemették négykerekű díszkocsiját három lóval, vassisakját és bőrrel borított, vas pajzsköldökű fapajzsát. A 13–14. században a hegy tetején fa őrtorony állt. Utóbbi tűzvészben pusztult el, amely talán egy ostromhoz kapcsolódott.
Lehetséges, hogy azonosítható egy 14–15. századi szász faluval. 1493-ban románok lakták. 1528–36-ban 94 családfővel Szászváros után a második legnépesebb szászvárosszéki település volt. A fejedelem 1577-ben régi szokásra hivatkozva felmentette a tized megfizetése alól. 1690-ben negyven üres portát írtak össze benne. 1698-ban ortodox esperesi székhely volt. 1733-ban 144 család és három pap, 1760–62-ben már 310 ortodox és egy görögkatolikus család lakta. Lakossága a militarizálásig főként juhtenyésztéssel foglalkozott. A falutanács 1755-ben levélben állt ki a nem egyesült görög (ortodox) hit mellett, de Mária Terézia 1760-as határozata kimondta, hogy a falu temploma jogosan a görögkatolikusoké és csak a Sofronie din Cioara-féle mozgalom idején került vissza az ortodoxok kezére. Ezután megkezdték határőrfaluvá alakítását, ezzel párhuzamosan pedig megszervezték a görögkatolikus egyházat. A lakosság többsége, 264 család 1764-ben elköltözött a katolizálás elől. Többségük Romoszon települt le, sokuk 1768-ban megpróbálkozott a visszatelepüléssel, de a határőrtisztek elüldözték őket. Az elvándoroltak helyére 99 új családot telepítettek be. 1766-ban fejeződött be militarizálása, egyben tisztán görögkatolikus vallású faluvá és az Orláti román határőrezred 4. századának székhelyévé vált. Korábbi faluközpontja ismeretlen helyre települt, 1769 és 1773 között mindenesetre a mai város déli részén, a Kenyér-patak Cetățuie és Drăgana hegyek közötti völgyében terült el, északnyugaton a mai 21 Decembrie 1989 utcáig, illetve a patak jobb oldalán a mai Cindeni negyed helyén. A Râul Maré-n öt lisztelő malom őrölt.

### A vasgyártás kora
A kincstár a Vajdahunyad vidékén (Toplicán és Limperten) kitermelt nyersvas feldolgozására 1799 és 1804 között vasgyárat létesített a falu fölött a Râul Mare mellett, a mai fegyvergyár helyén. A kemencék fűtéséhez a gyárnak fára volt szüksége, ezért a falu közvetlen közelében fekvő erdőket kisajátították. Ez heves konfliktusokhoz vezetett a lakosokkal, akik közül sokan elhagyták Kudzsirt és Kukuisba költöztek. A kincstár végül hozzájárult, hogy kártérítést fizessen a határőrcsaládoknak. A gyár munkásait nem közülük toborozták, hanem mintegy száz stájerországi, krajnai, szlovák, magyar és cipszer telepest költöztettek be erre a célra. 1825-ben római katolikus templomot építettek és egyházát 1857-ben plébániává szervezték. A görögkatolikus egyház az 1800-as évektől folyamatosan esperesi székhelyként szerepelt.
1851-ben felszámolták a határőrezredet. A demilitarizálás során a gyártelep mintegy háromszáz lakosa elhatározta, hogy önálló községet hoz létre, de az így létrejött Újkudzsir már 1860-ban egyesült az anyatelepüléssel. A község 1860-ban bevezette a román hivatali nyelvet. A vasgyár termelése az 1850-es években fellendült. 1850-ben új kovácsműhely létesült. A gyár kezdetben Brassóban, Marosvásárhelyen és Nagyszebenben, 1862-től Kolozsvárt, Tordán és Szászsebesen is telephelyet tartott fenn. A nyersvas mázsája 1873-ban nyolc-tíz forintba került. 1861 és 1871 között a gyárat 250 ezer forintos befektetéssel korszerűsítették, fejlesztették. 1864-ben orvosi állást létesítettek. 1873-ban hidraulikus hengerműve épült, 1880-ban beindult a kaszagyártó részleg, 1884-ben az acélgyártás. 1880-ban 17 stájer szakmunkás érkezett, majd 1883-ban itt települt le a megszűnt ósebeshelyi gyár 17 szakmunkása is. Kudzsirt 1876-ban, Szászvárosszék megszüntetésekor Hunyad vármegyéhez csatolták.
A gyárnak köszönhetően a 19. század második felében lakossága megkétszereződött. A gyárban 1900-ban már ötszáz munkás dolgozott. A vasút 1906-os megépüléséig a korábban földművelő és pásztorkodó volt határőrök részben fuvarozással, a gyár termékeinek szekerező kereskedelmével foglalkoztak. Fellendült a kézművesipar is. A szászsebesi Baiersdorf és Biack cég 1877-ben modern fűrészüzemet létesített a korábbi gőzfűrész helyett. A Râul Mic mentén 1913-ban keskeny vágányú vasút épült, az erdőkitermelés céljára. 1880-tól működött Kudzsirban állandó postahivatal. 1883-ban kölcsönös munkássegélyező egylet, 1885-ben román kaszinó (olvasókör) alakult. 1896-ban létesült az első gyógyszertár. A volt határőrségi, román tannyelvű iskolán kívül (amelynek emeletes, 1887-ből való épülete ma is áll) már 1857-ben működött római katolikus iskola is a plébános házában. Ennek utódja, a magyar tannyelvű iskola 1894-ben kapott saját épületet, a mai Iosif Pervain Általános Iskola helyén. A gyár 1896 és 1905 között inasiskolát is működtetett.
1900-ban felépült második vas- és acélgyára, harminc különböző rendeltetésű épülettel. A munkások számára kétszáz házhelyet mértek ki. A két gyár az 1900-as években évi 28-30 000 mázsa kereskedelmi rúdvasat és bányasínt, 3000 mázsa acélt és 60 000 darab acélkaszát termelt. Hatalmas erdőbirtok tartozott hozzájuk, ugyanis a volt határőrségi erdők 1881-ben a magyar állam tulajdonába kerültek.
Az impériumváltozással a vas- és acélüzemeket a román állam vette át. 1925-ben az angol Vickers Armstrong Ltd. és a resicai UDR megalapították a Kiskapus–Kudzsiri Üzemek Rt.-t, és a kudzsiri gyárakat felkészítették fegyver- és lőszergyártásra. 1928-ban a Vickers részvényeit a Škoda művek vette meg, és háromszázmillió lej értékben elektromos gépsorokat vásárolt. A gazdasági válság miatt 1933-ban munkásai túlnyomó többségét elbocsátották, azonban a következő évben a Československa Zrojovka Brnóval kötöttek megállapodást, amely a következő öt évre új fegyver- és lőszermegrendeléseket garantált. Ugyanezen évben 34 kilométer hosszúságban építettek faszállító kisvasutat, a Kudzsiri-havasok erdőállományának kitermelésére. Ortodox hívői, akiknek száma főként az 1900-as években szaporodott, 1925-től alkottak önálló parókiát és 1936–38-ban építették föl templomukat.
A gyár a második világháború alatt kizárólag fegyvereket gyártott. 1946-ban gyártósort helyeztek üzembe varrógépek, 1947-től fúrógépek, később pedig mosógépek gyártására is. A fő profilja azonban a kézifegyver és a lőszer maradt, és a szocialista korszakban Románia egyik legnagyobb fegyvergyára volt. Különösen 1965 és 1974 között fejlesztették intenzíven. A megsokszorozódó lakosság befogadására a település északi részén előbb tégla-, később panelházas lakótelepet építettek. Kudzsir 1960-ban városi rangot kapott. Üzemei az 1980-as években több mint 17 000 munkást foglalkoztattak. 1989 decemberében Fehér megyében itt került sor a legvéresebb atrocitásokra a tüntetők és a milicisták között.
1990 után gazdasága fokozatosan mélyülő válságba került. Jelenlegi legnagyobb üzeme Mercedes-Benz személygépkocsikhoz gyárt sebességváltó-áttételeket, a keresők egyharmada pedig a faiparban dolgozik. 2002 óta Elit Cugir néven egy jelentős húsipari gyár működik Kudzsirban.
A városhoz tartozó, a Kudzsiri-havasokban fekvő házcsoportok közül Bucuru és Fețeni (Bukura és Fetzele) nevét először 1766-ban jegyezték fel mint a község bükköseit. Mugești-ről és Goașeléről 1807–08-ból tudjuk, hogy a falu katolizálása ellenére lakóik ortodoxok maradtak. Bocșitura szénégető telepként keletkezett, az egykori boksák nyomai mai is kivehetőek.

## Lakossága
- 1900-ban 4291 lakosából anyanyelv szerint 3168 román, 812 magyar és 242 német, felekezet szerint 3025 görögkatolikus, 937 római katolikus, 155 ortodox, 93 református és 64 evangélikus. A lakosság 42%-a tudott írni–olvasni, a nem magyar anyanyelvűek 11%-a beszélt magyarul.
- 2002-ben 23 140 fő lakta, nemzetiség szerint 22 329 román, 355 magyar és 337 cigány, felekezet szerint 21 312 ortodox, 357 római katolikus, 336 görögkatolikus és 304 pünkösdista.

## Látnivalók
- A régi településmag megőrizte falusias jellegét. A régi görögkatolikus (ma ortodox) templom 1809-ben, a római katolikus templom 1825-ben épült.
- A Cetățuia hegyen földvár maradványai.
- Víztorony (20. század eleje).
- A szép fekvésű város a Kudzsiri-havasokba induló turistautak egyik kezdőpontja.

## Híres emberek
- Itt, Júlia nővérénél töltötte az 1847–1848-as telet Klapka György.[8]
- Itt született 1915. január 8-án Iosif Pervain történész.

## Testvérvárosai
- Wasserburg am Inn, Németország

## Képek

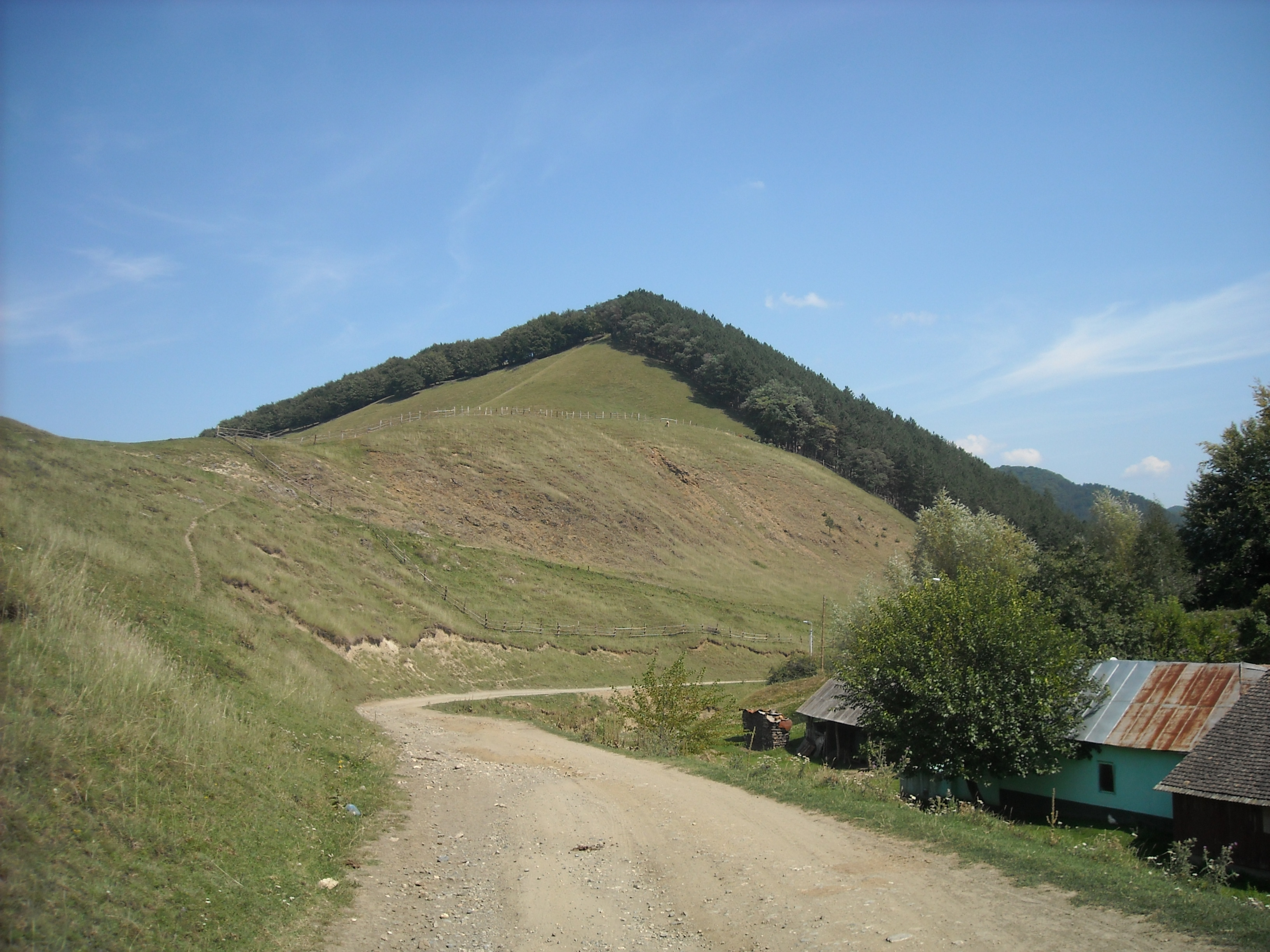
A Cetățuia-hegy
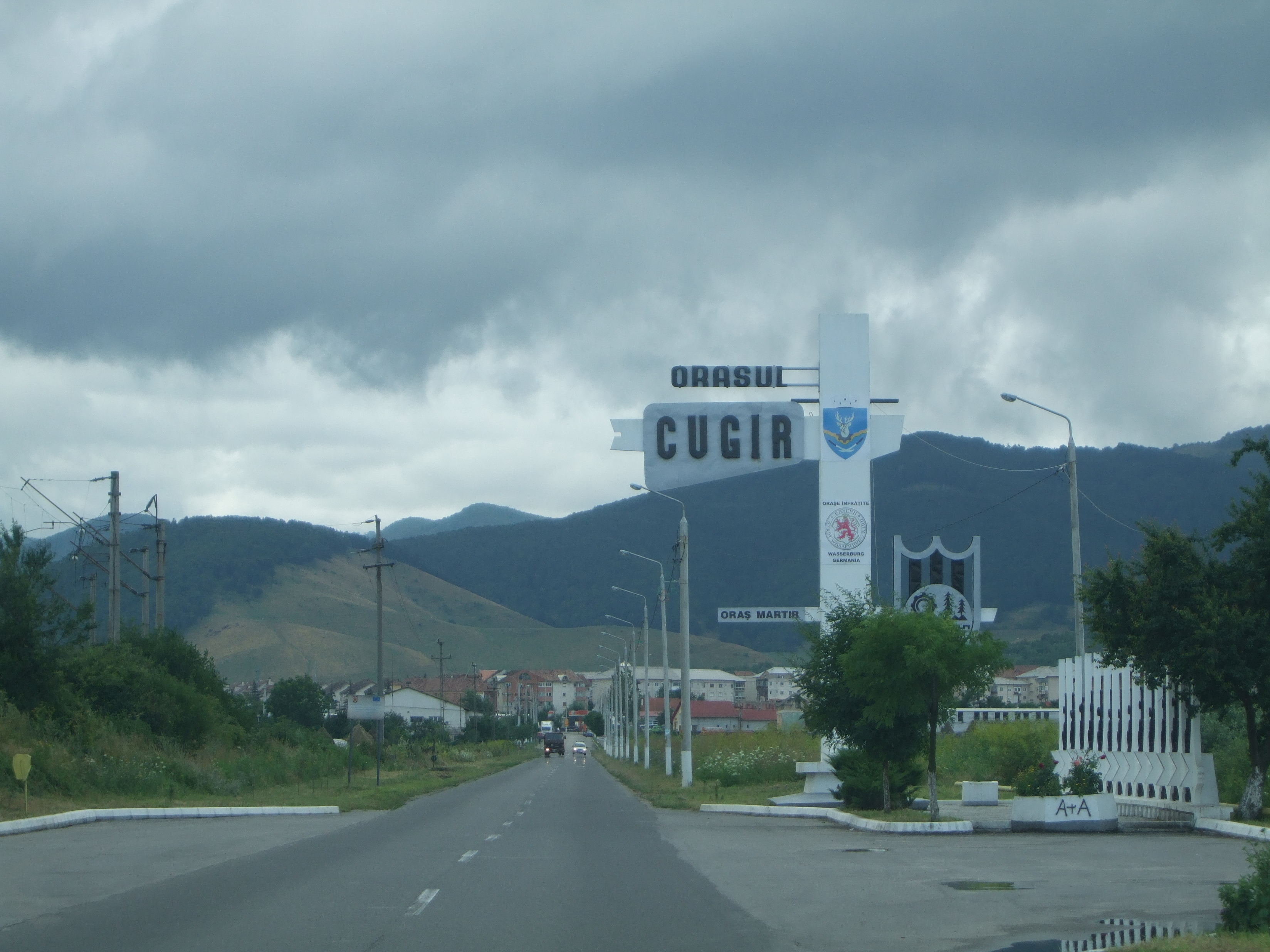
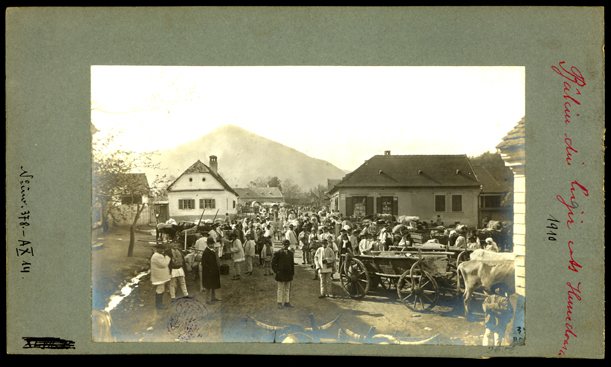
Kudzsiri vásár (Adler Lipót felvétele a 20. század elejéről)